# 美国法警局
美国法警局（英語：United States Marshals Service）是美国司法部下属的一个部门，是美国最早的联邦执法机关。美国法警是联邦法庭的执法部门，并负责保护联邦法庭和司法系统的有效运转。

## 职责
美国法警的职责相對於警察來說，與法務更加相關，包括保护联邦法庭，运输联邦囚犯，保护受到威胁的联邦证人，管理聯邦从犯罪企业没收的资产。美国法警抓获了55.2%的联邦逃犯。2003年，美国法警抓获了34,000名联邦逃犯并协助地方执法机关抓获了27,000名州或地方逃犯。

## 组织
美国法警局总部设于弗吉尼亚州阿靈頓，设局長和执行局長，由司法部长直接管辖。
美国法院系统分94个区，每个区设一个美国法警分支單位，有一个首席执行法警，若干执行法警督察和不限数的执行法警及特别执行法警。每个美国法警部的主任由美国总统任命并由参议院核准。

## 历史
1789年美国第一届国会通过的创立了美国联邦司法系统的司法法案同时创立了美国法警。

## 裝備
美国法警的制式手槍是.40口徑的格洛克22或格洛克23，並且可以攜帶一支額外的手槍作為副武器，特別行動組（Special Operations Group，簡稱：SOG）的制式手槍則是使用.45口徑的特製春田兵工廠的M1911手槍（新配发STI 5.0戰術型手槍，型號：STI 2011手枪），每位法警均需要額外學習AR-15和雷明登870的使用。

## 延伸閱讀
- Ball, Larry D. The United States Marshals of New Mexico and Arizona Territories, 1846-1912 (1978).
- Ball, Larry D. "'Just And Right In Every Particular': US Marshal Zan Tidball and the Politics of Frontier Law Enforcement." Journal of Arizona History 34.2 (1993): 177-200.
- Calhoun, Frederick S., and US Dept of Justice. The Lawmen: United States Marshals and their Deputies (Smithsonian Press, 1989). online （页面存档备份，存于）
- Ellis, Mark R. Law and order in Buffalo Bill's country: legal culture and community on the Great Plains, 1867-1910 (U of Nebraska Press, 2007).
- Gomez, Laura E. "Race, colonialism, and criminal law: Mexicans and the American criminal justice system in territorial New Mexico." Law and Society Review (2000): 1129-1202.
- Lamar, Howard R. The New Encyclopedia of the American West (1998) p 678-79.
- Turk, David S. Forging the Star: The Official Modern History of the United States Marshals Service (U of North Texas Press, 2016).

## 外部連結
- 美國法警局官网首頁 （页面存档备份，存于）